# A Vargas-mocsári lándzsások emlékműve
A Vargas-mocsári lándzsások emlékműve a kolumbiai Boyacá megye egyik nevezetessége. 1969-ben állították a kolumbiai függetlenségi háború egyik csatájának, az 1819-es Vargas-mocsári csatának az emlékére.

## A csata
A csatát Simón Bolívar függetlenségi erői és a spanyol seregek vívták egymással. Az 1819. július 25-ének délelőttjén kezdődő csata már a spanyolok javára látszott eldőlni, amikor elhangzott Bolívar híres, Juan José Rondónhoz címzett felkiáltása: „Ezredes, mentse meg a hazát!”. Rondón rohamot indított, amelyben kezdetben mindössze 14 lándzsás lovas követte, de hamarosan a maradék lovasok is csatlakoztak hozzá, és megfordították a vereségre álló csatát: megfutamították a spanyolokat.
A 14 lándzsás a következő volt:
- Valentín García (kapitány)
- Miguel Lara (kapitány)
- Julián Mellao (kapitány)
- Domingo Mirabal (kapitány)
- Celedonio Sánchez (kapitány)
- Pedro Lancheros (hadnagy)
- Pablo Matute (hadnagy)
- José de la Cruz Paredes (hadnagy)
- Rozo Sánchez (hadnagy)
- Bonifacio Gutiérrez (alhadnagy)
- Saturnino Gutiérrez (alhadnagy)
- Miguel Segovia (alhadnagy)
- Pablo Segovia (alhadnagy)
- Inocencio Chincá (őrmester)

## Az emlékmű
Az emlékművet, Rodrigo Arenas Betancur alkotását a függetlenség 150 éves évfordulója alkalmából emelték a csata helyszínének közelében, Paipától körülbelül 7 km távolságra délkeletre. Magassága 33 méter, előtte egy 120 méter hosszúságú, 25 méter szélességű, téglalap alakú nyílt tér helyezkedik el, amelyre az országútról lépcső vezet fel. Az emlékmű egy hatalmas lándzsahegyet formáz, amely alatt a csata hősei, a 14 lándzsás lovas rohama került megörökítésre.

## Képek

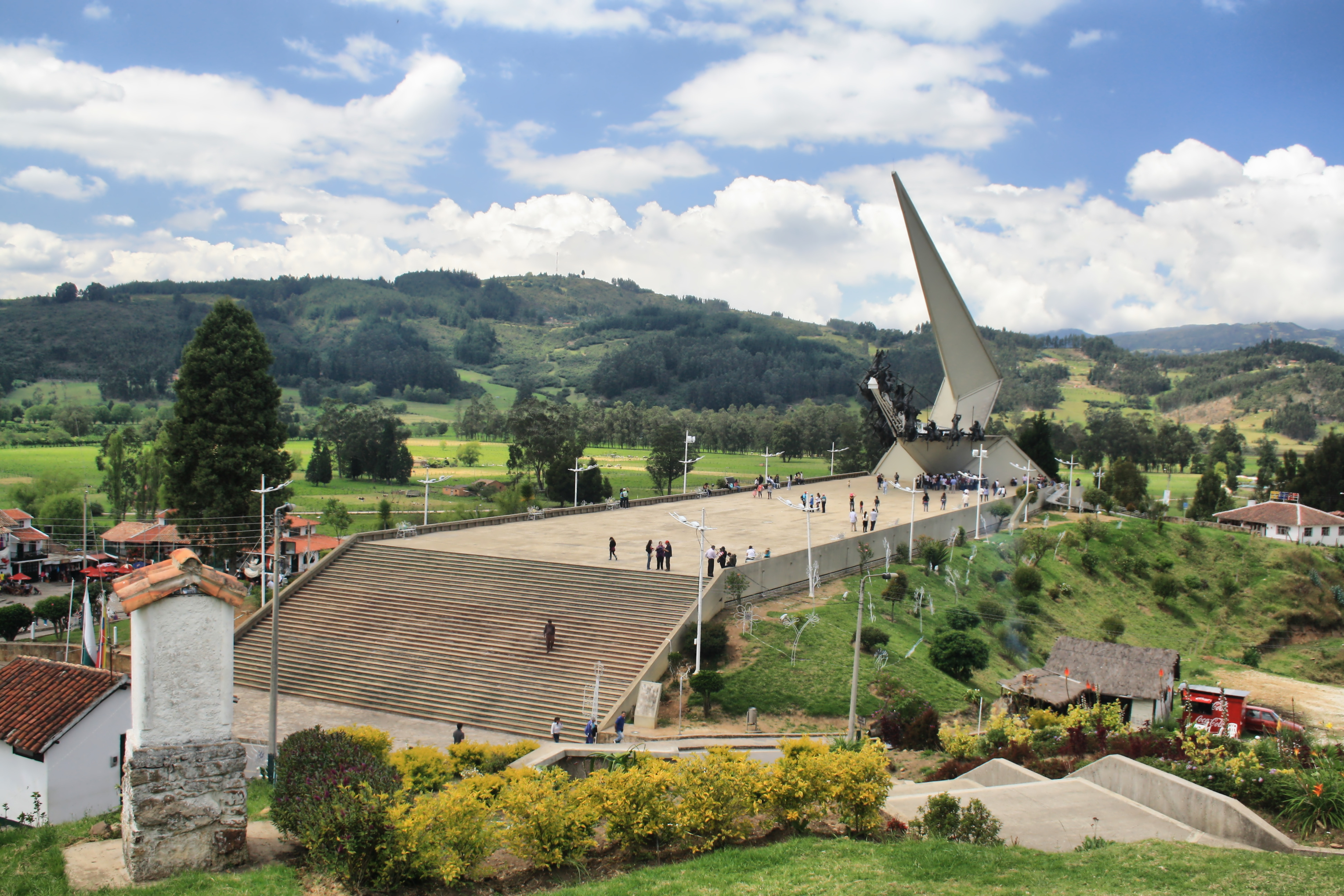
Az emlékmű és környéke
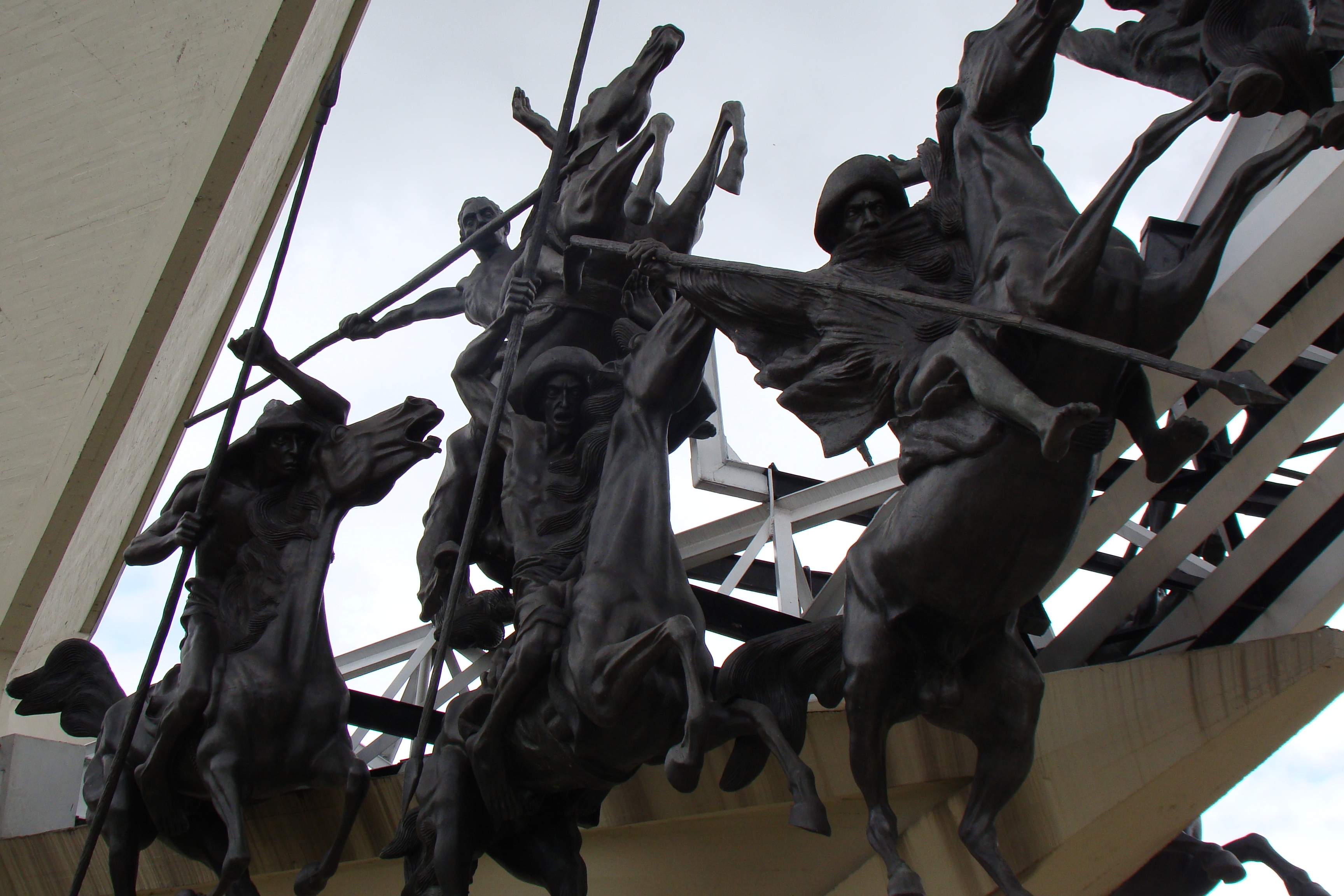
Részlet
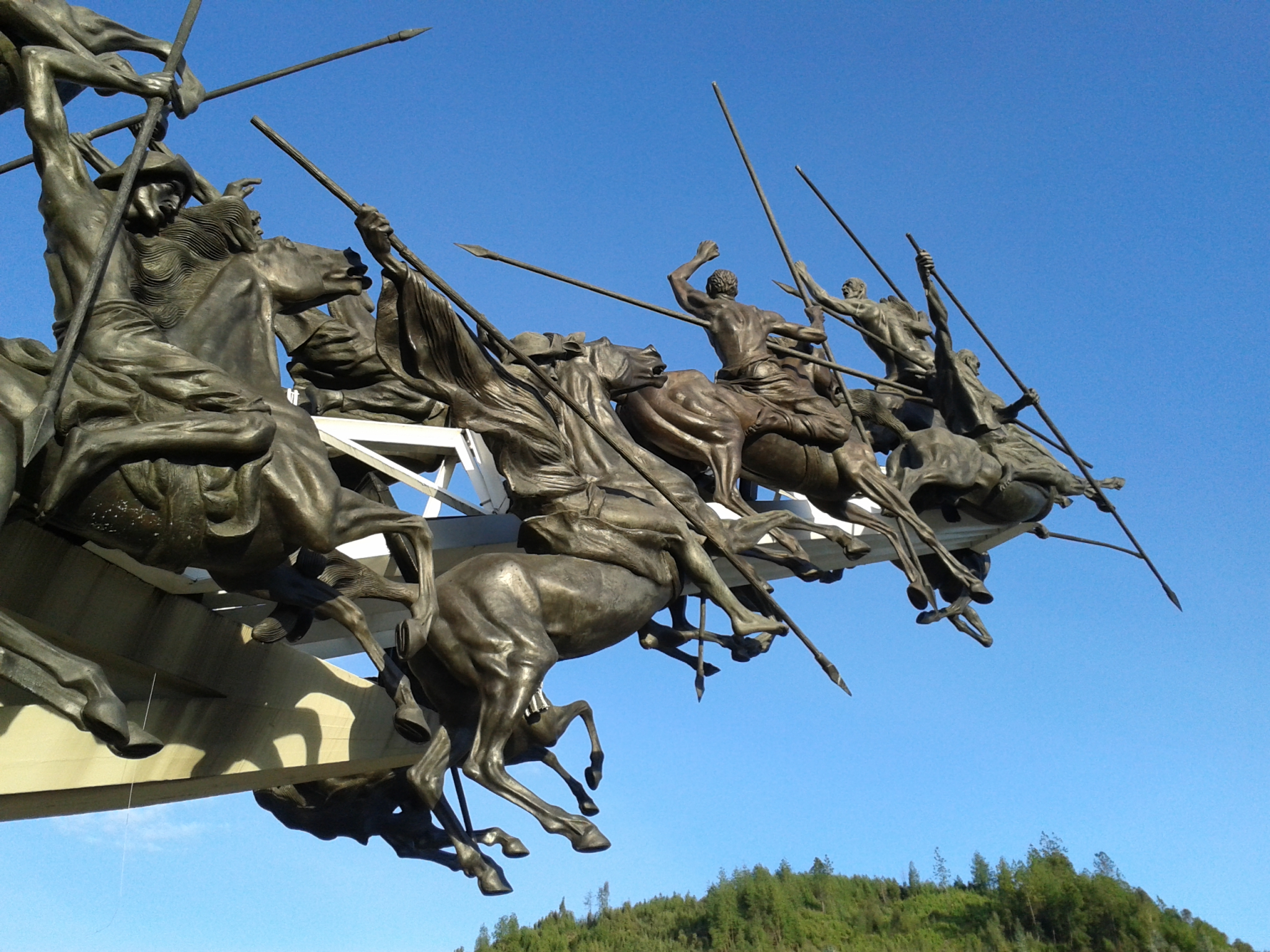
Részlet
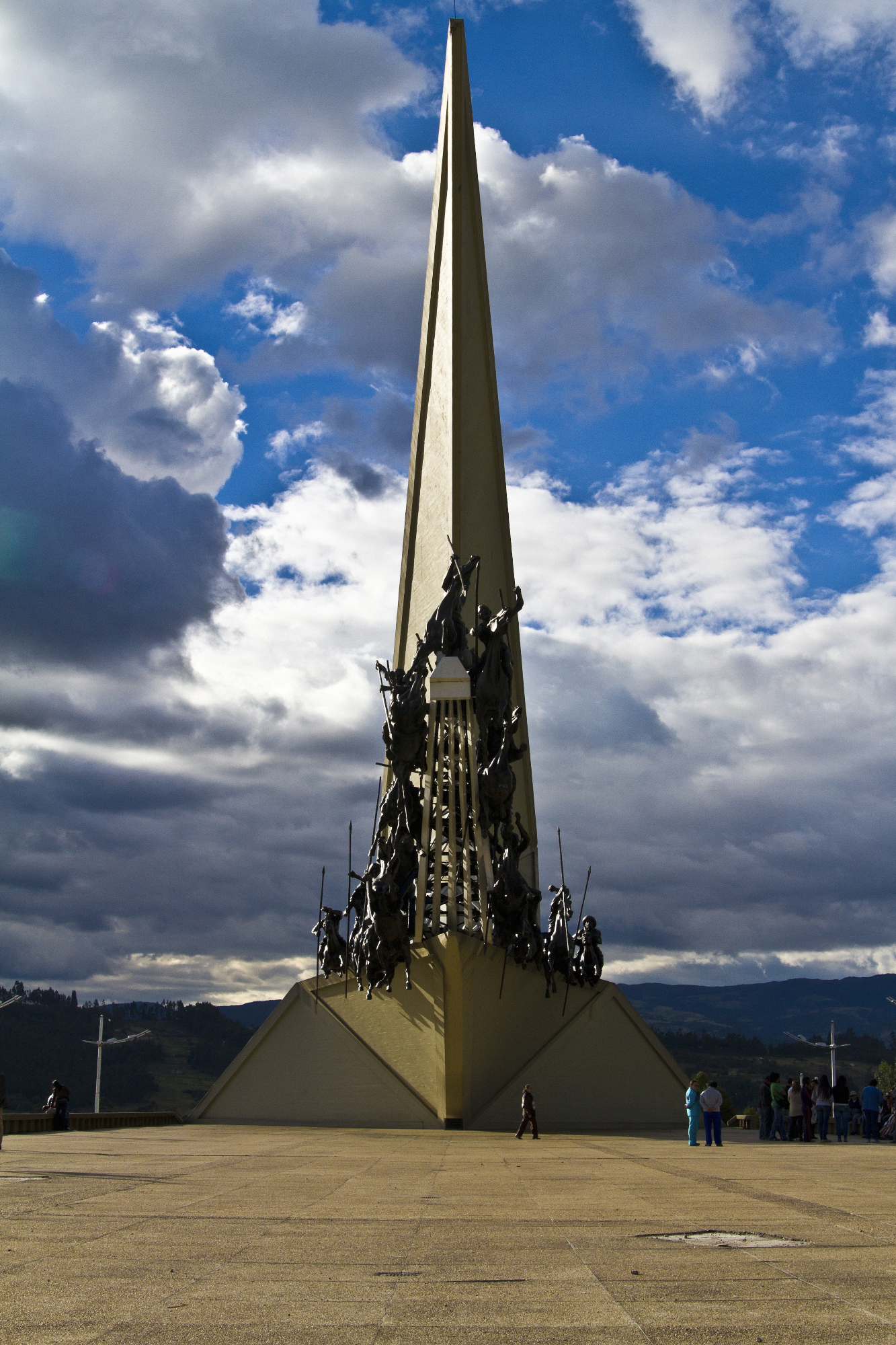
Szemből